# Yttrialite-(Y)
La yttrialite-(Y) è un minerale.